# Dicranomyia (Dicranomyia) cautinensis
Dicranomyia (Dicranomyia) cautinensis is een tweevleugelige uit de familie steltmuggen (Limoniidae). De soort komt voor in het Neotropisch gebied.